# 李钟英
李钟英（1925年4月—2015年3月2日），曾用名李质夫，河南汲县人，中华人民共和国政治人物。
考入上海交通大学，后参加小学生运动。1980年9月，任国务院办公厅外事组负责人、组长，后升任国务院港澳办公室副主任，中央外事工作领导小组副秘书长兼办公室主任，国务院外事办副部级干部，第七届全国人大常委会副秘书长。2015年3月2日去世。